# Puente Mustafa Pasha
El Puente Mustafa Pasha o el Puente Viejo (en búlgaro: Мост на Мустафа паша; Старият мост) es un puente de arco del siglo XVI en el río Maritsa en Svilengrad, al sur de Bulgaria. Terminado en 1529, fue construido por orden del visir otomano Çoban Mustafa Pasha. El puente fue la primera gran obra diseñada por el arquitecto otomano Mimar Sinan, y fue parte de un complejo Vakif que también incluía una posada, una mezquita, bazar y hamam. El puente posee 295 metros de largo, 6 metros de ancho y tiene 20 o 21 arcos.